# Карма (місто)
Ка́рма (кат. Carme) — муніципалітет, розташований в Автономній області Каталонія, в Іспанії. Код муніципалітету за номенклатурою Інституту статистики Каталонії - 80484. Знаходиться у районі (кумарці) Анойя (коди району - 06 та AI) провінції Барселона, згідно з новою адміністративною реформою перебуватиме у складі Центральної баґарії (округи). 

## Населення
Населення міста (у 2007 р.) становить 811 осіб (з них менше 14 років - 12,8%, від 15 до 64 - 65,6%, понад 65 років - 21,6%). У 2006 р. народжуваність склала 4 особи, смертність - 9 осіб, зареєстровано 2 шлюби. У 2001 р. активне населення становило 284 особи, з них безробітних - 5 осіб.

Серед осіб, які проживали на території міста у 2001 р., 585 народилися в Каталонії (з них 450 осіб у тому самому районі, або кумарці), 74 особи приїхали з інших областей Іспанії, а 15 осіб приїхало з-за кордону. 

Університетську освіту має 8,2% усього населення. 

У 2001 р. нараховувалося 231 домогосподарство (з них 22,9% складалися з однієї особи, 26% з двох осіб,13,9% з 3 осіб, 22,5% з 4 осіб, 7,4% з 5 осіб, 3,9% з 6 осіб, 2,6% з 7 осіб, 0,9% з 8 осіб і 0% з 9 і більше осіб).

Активне населення міста у 2001 р. працювало у таких сферах діяльності : у сільському господарстві - 1,1%, у промисловості - 41,2%, на будівництві - 18,6% і у сфері обслуговування - 39,1%. 

 У муніципалітеті або у власному районі (кумарці) працює 231 особа, поза районом - 197 осіб.

### Безробіття
У 2007 р. нараховувалося 26 безробітних (у 2006 р. - 23 безробітних), з них чоловіки становили 42,3%, а жінки - 57,7%.

## Економіка

### Підприємства міста

#### Промислові підприємства
| \| Промислові підприємства міста, за сферою діяльності \| Промислові підприємства міста, за сферою діяльності \| Промислові підприємства міста, за сферою діяльності \| \| Рік \| 2002 р. \| 2001 р. \| \| --------------------------------------------------- \| --------------------------------------------------- \| --------------------------------------------------- \| \| Енергетичні та водні ресурси \| 0% \| 0% \| \| Хімія та метали \| 0% \| 0% \| \| Переробка металів \| 0% \| 0% \| \| Продукти харчування \| 0% \| 0% \| \| Текстиль \| 20% \| 20% \| \| Виробництво меблів, видання \| 60% \| 60% \| \| Інше \| 20% \| 20% \| \| Усього підприємств \| 5 \| 5 \| |         |         |
| Промислові підприємства міста, за сферою діяльності |         |         |
| Рік | 2002 р. | 2001 р. |
| Енергетичні та водні ресурси | 0%      | 0%      |
| Хімія та метали | 0%      | 0%      |
| Переробка металів | 0%      | 0%      |
| Продукти харчування | 0%      | 0%      |
| Текстиль | 20%     | 20%     |
| Виробництво меблів, видання | 60%     | 60%     |
| Інше | 20%     | 20%     |
| Усього підприємств | 5       | 5       |

#### Роздрібна торгівля
| \| Підприємства роздрібної торгівлі міста, за сферою діяльності \| Підприємства роздрібної торгівлі міста, за сферою діяльності \| Підприємства роздрібної торгівлі міста, за сферою діяльності \| \| Рік \| 2002 р. \| 2001 р. \| \| ------------------------------------------------------------ \| ------------------------------------------------------------ \| ------------------------------------------------------------ \| \| Продукти харчування \| 57,1% \| 57,1% \| \| Одяг та взуття \| 0% \| 0% \| \| Товари для дому \| 0% \| 0% \| \| Книги та періодичні видання \| 0% \| 0% \| \| Промислова хімічна продукція \| 14,3% \| 14,3% \| \| Продукція, пов'язана з транспортними засобами \| 0% \| 0% \| \| Інше \| 28,6% \| 28,6% \| \| Усього підприємств \| 7 \| 7 \| |         |         |
| Підприємства роздрібної торгівлі міста, за сферою діяльності |         |         |
| Рік | 2002 р. | 2001 р. |
| Продукти харчування | 57,1%   | 57,1%   |
| Одяг та взуття | 0%      | 0%      |
| Товари для дому | 0%      | 0%      |
| Книги та періодичні видання | 0%      | 0%      |
| Промислова хімічна продукція | 14,3%   | 14,3%   |
| Продукція, пов'язана з транспортними засобами | 0%      | 0%      |
| Інше | 28,6%   | 28,6%   |
| Усього підприємств | 7       | 7       |

#### Сфера послуг
| \| Підприємства міста, що працюють у сфері послуг, за діяльністю \| Підприємства міста, що працюють у сфері послуг, за діяльністю \| Підприємства міста, що працюють у сфері послуг, за діяльністю \| \| Рік \| 2002 р. \| 2001 р. \| \| ------------------------------------------------------------- \| ------------------------------------------------------------- \| ------------------------------------------------------------- \| \| Гуртова торгівля \| 18,8% \| 22,2% \| \| Готелі та готельний бізнес \| 31,2% \| 33,3% \| \| Транспорт та зв'язок \| 31,2% \| 27,8% \| \| Посередницькі фінансові послуги \| 6,2% \| 5,6% \| \| Послуги підприємствам \| 0% \| 0% \| \| Послуги фізичним особам \| 12,5% \| 11,1% \| \| Нерухомість та ін. \| 0% \| 0% \| \| Усього підприємств \| 16 \| 18 \| |         |         |
| Підприємства міста, що працюють у сфері послуг, за діяльністю |         |         |
| Рік | 2002 р. | 2001 р. |
| Гуртова торгівля | 18,8%   | 22,2%   |
| Готелі та готельний бізнес | 31,2%   | 33,3%   |
| Транспорт та зв'язок | 31,2%   | 27,8%   |
| Посередницькі фінансові послуги | 6,2%    | 5,6%    |
| Послуги підприємствам | 0%      | 0%      |
| Послуги фізичним особам | 12,5%   | 11,1%   |
| Нерухомість та ін. | 0%      | 0%      |
| Усього підприємств | 16      | 18      |

## Житловий фонд
У 2001 р. 3% усіх родин (домогосподарств) мали житло метражем до 59 м2, 28,6% - від 60 до 89 м2, 40,7% - від 90 до 119 м2 і
27,7% - понад 120 м2.

З усіх будівель у 2001 р. 31,1% було одноповерховими, 34,3% - двоповерховими, 33
% - триповерховими, 1,3% - чотириповерховими, 0,3% - п'ятиповерховими, 0% - шестиповерховими,
0% - семиповерховими, 0% - з вісьмома та більше поверхами.

## Автопарк
| \| Автомобілі, зареєстровані у місті, за призначенням \| Автомобілі, зареєстровані у місті, за призначенням \| Автомобілі, зареєстровані у місті, за призначенням \| \| Рік \| 2006 р. \| 2005 р. \| \| -------------------------------------------------- \| -------------------------------------------------- \| -------------------------------------------------- \| \| Приватні автомобілі \| 66,7% \| 67,8% \| \| Мотоцикли \| 6,4% \| 6,4% \| \| Вантажівки \| 19,7% \| 18% \| \| Трактори \| 2% \| 2,2% \| \| Автобуси та ін. \| 5,2% \| 5,6% \| \| Усього автомобілів \| 640 шт. \| 593 шт. \| |         |         |
| Автомобілі, зареєстровані у місті, за призначенням |         |         |
| Рік | 2006 р. | 2005 р. |
| Приватні автомобілі | 66,7%   | 67,8%   |
| Мотоцикли | 6,4%    | 6,4%    |
| Вантажівки | 19,7%   | 18%     |
| Трактори | 2%      | 2,2%    |
| Автобуси та ін. | 5,2%    | 5,6%    |
| Усього автомобілів | 640 шт. | 593 шт. |

## Вживання каталанської мови
У 2001 р. каталанську мову у місті розуміли 98,8% усього населення (у 1996 р. - 99,1%), вміли говорити нею 88,4% (у 1996 р. - 
94,1%), вміли читати 87,4% (у 1996 р. - 88%), вміли писати 75,3
% (у 1996 р. - 53,3%). Не розуміли каталанської мови 1,2%.

## Політичні уподобання
У виборах до Парламенту Каталонії у 2006 р. взяло участь 408 осіб (у 2003 р. - 465 осіб). Голоси за політичні сили розподілилися таким чином:
| \| Вибори до Парламенту Каталонії \| Вибори до Парламенту Каталонії \| Вибори до Парламенту Каталонії \| \| Рік \| 2006 р. \| 2003 р. \| \| -------------------------------------- \| ------------------------------ \| ------------------------------ \| \| Конвергенція та Єднання (CiU) \| 42,6% \| 49,9% \| \| Соціалістична партія Каталонії (PSC) \| 21,3% \| 14,4% \| \| Народна партія (PP) \| 4,4% \| 5,2% \| \| Ініціатива за зелену Каталонію (IC) \| 7,4% \| 5,8% \| \| Республіканська лівиця Каталонії (ERC) \| 22,1% \| 23,9% \| \| Громадянська партія (C's) \| 1% \| 0% \| \| Інші \| 1,2% \| 0,9% \| |         |         |
| Вибори до Парламенту Каталонії |         |         |
| Рік | 2006 р. | 2003 р. |
| Конвергенція та Єднання (CiU) | 42,6%   | 49,9%   |
| Соціалістична партія Каталонії (PSC) | 21,3%   | 14,4%   |
| Народна партія (PP) | 4,4%    | 5,2%    |
| Ініціатива за зелену Каталонію (IC) | 7,4%    | 5,8%    |
| Республіканська лівиця Каталонії (ERC) | 22,1%   | 23,9%   |
| Громадянська партія (C's) | 1%      | 0%      |
| Інші | 1,2%    | 0,9%    |

У муніципальних виборах у 2007 р. взяло участь 523 особи (у 2003 р. - 528 осіб). Голоси за політичні сили розподілилися таким чином:
| \| Муніципальні вибори \| Муніципальні вибори \| Муніципальні вибори \| \| Рік \| 2007 р. \| 2003 р. \| \| -------------------------------------- \| ------------------- \| ------------------- \| \| Конвергенція та Єднання (CiU) \| 41,5% \| 40,9% \| \| Соціалістична партія Каталонії (PSC) \| 9% \| 20,6% \| \| Народна партія (PP) \| 0,2% \| 1,3% \| \| Ініціатива за зелену Каталонію (IC) \| 16,8% \| 20,3% \| \| Республіканська лівиця Каталонії (ERC) \| 32,5% \| 16,9% \| \| Громадянська партія (C's) \| 0% \| 0% \| \| Інші \| 0% \| 0% \| |         |         |
| Муніципальні вибори |         |         |
| Рік | 2007 р. | 2003 р. |
| Конвергенція та Єднання (CiU) | 41,5%   | 40,9%   |
| Соціалістична партія Каталонії (PSC) | 9%      | 20,6%   |
| Народна партія (PP) | 0,2%    | 1,3%    |
| Ініціатива за зелену Каталонію (IC) | 16,8%   | 20,3%   |
| Республіканська лівиця Каталонії (ERC) | 32,5%   | 16,9%   |
| Громадянська партія (C's) | 0%      | 0%      |
| Інші | 0%      | 0%      |